# 穆尔德河
穆尔德河（德語：Mulde）位于德国萨克森州和萨克森-安哈尔特州，全长124公里，最终在德绍注入易北河。